# Ray McAnally
Ray McAnally (Buncrana, 30 de março de 1926 - Condado de Wicklow, 15 de junho de 1989) foi um ator irlandês. Vencedor de três BAFTA Awards, ele foi classificado em 34º lugar na lista do The Irish Times dos maiores atores de cinema da Irlanda.

## Morte
Ray McAnally morreu repentinamente de um ataque cardíaco em 15 de junho de 1989, aos 63 anos, em sua casa no condado de Wicklow.